# G1000
G1000 is een Belgische organisatie die in 2011 werd opgericht met als doel de betrokkenheid van burgers bij beleidsvorming te vergroten. Ze werkt rond democratische vernieuwing en burgerparticipatie, met een focus op gelote, deliberatieve burgerpanels.

## Burgerpanels met loting en deliberatie
Burgerpanels zijn een methode om diverse groepen burgers te betrekken bij de beleidsvorming. Door loting krijgen alle burgers evenveel kansen om deel te kunnen nemen en kan ervoor gezorgd worden dat het panel een representatieve staal van de bevolking vormt. Deliberatie impliceert dat de gelote burgers voldoende tijd en informatie krijgen om weloverwogen beslissingen te kunnen nemen. In Nederland spreekt men ook van burgerberaad – in het Engels spreekt men van Citizens' Assembly
De OESO (Organisatie voor Economische Samenwerking en Ontwikkeling) erkent gelote burgerpanels als een van de acht methodes om burgers te betrekken bij beleid.

## Ontstaan van G1000
G1000 is ontstaan na de federale verkiezingen van 2010. Op 11 juni 2011, één jaar na de die verkiezingen was er nog steeds geen regering gevormd. 27 verontwaardigde burgers lanceren een manifest waarin ze voorstellen om samen met 1000 gelote burgers na te denken en beleidsvoorstellen te formuleren om uit de impasse te raken. De naam is geïnspireerd op andere besluitvormingsgroepen zoals de G20, waarbij de G staat voor Groep en het cijfer voor het aantal deelnemers.
Al snel ondertekenden 10.000 burgers het manifest en werden duizenden donateurs en vrijwilligers bereid gevonden om het project mee op te zetten en te financieren. Op 11 november 2011 komen 704 burgers samen in Tour & Taxis in Brussel om te debatteren over 3 thema’s: sociale zekerheid, migratie en eerlijke v erdeling van welvaart. De aanbevelingen worden overhandigd aan de parlementsvoorzitters. De G1000-burgertop wordt een symbool van democratische vernieuwing, zowel in België als ver daarbuiten.
Na 2011 bleven verschillende initiatiefnemers van de burgertop actief rond democratische vernieuwing, als onderdeel van de Stichting voor Toekomstige Generaties. Tegenwoordig werkt de organisatie samen met beleidsmakers, publieke instanties, middenveldorganisaties, academici, activisten en het brede publiek. Ze informeert hen over ontwikkelingen in democratische vernieuwing en adviseert bij het organiseren van burgervergaderingen of andere vormen van democratische innovatie. 

## Belangrijke data en realisaties
- 2011: Op 11 november vindt in Tour&Taxis de G1000-burgertop plaats, een groot ééndaags burgerpanel met 704 gelote burgers. Enkele maanden later vindt de G32 plaats, met 32 deelnemers die geloot worden uit de deelnemers van de burgertop.
- 2013: Publicatie van het essay Tegen Verkiezingen door David Van Reybrouck, een van de initiatiefnemers van de burgertop. Inmiddels is dit essay vertaald in 22 talen.
- 2019: Het Parlement van de Duitstalige Gemeenschap van België keurt het decreet tot oprichting van de allereerste permanente burgerraad ter wereld goed. De architectuur voor deze "Bürgerdialog in Ostbelgien" werd ontworpen door G1000.
- 2019 Oprichting van de "Gemengde Commissies" door het Brussels Hoofdstedelijk Gewest. Op gezette tijdstippen organiseren het Brussels Hoofdstedelijk Parlement en het Franstalige Brusselse Parlement een commissie met 45 gelote burgers en 15 politici. G1000 adviseerde bij de opmaak van deze commissies en nam deel aan de voorbereidende hoorzittingen van de gemengde commissies.
- 2019: Eerste editie van de G1000 Autumn School in Eupen, een jaarlijkse vorming voor ambtenaren en politici die burgerpanels willen organiseren.
- 2021: De Belgische federale overheid organiseert een eerste geloot burgerpanel over de betrokkenheid van de burgers bij Europa. G1000 is lid van het wetenschappelijk comité dat het proces begeleidt.
- 2022: Eerste permanente Burgerraad voor het Klimaat ter wereld in Brussel. Het model van de Burgerraad werd uitgetekend door G1000.
- 2023: G1000 is een van de initiatiefnemers van We Need To Talk, het burgerdebat over partijfinanciering in België. Het debat bestaat uit 3 fasen: Tussen 2 februari en 25 maart konden alle burgers deelnemen aan het debat via de website weneedtotalk.be of de websites van verschillende media. Tussen 25 maart en 14 mei kwamen 60 gelote burgers gedurende 3 weekends samen om voorstellen voor een betere partijfinanciering te formuleren. Zij kregen daarbij de input vanuit de brede burgerbevraging, alle nodige informatie van onafhankelijke experten en toelichting bij de verschillende partijstandpunten door (vertegenwoordigers van) de partijvoorzitters. Na 14 mei werden alle aanbevelingen gebundeld in een rapport dat op 24 mei 2023 door de burgers gepresenteerd werd aan de leden van de Commissie Grondwet en Institutionele vernieuwing van het federale parlement.

## Financiering
G1000 is een vereniging zonder winstoogmerk die gefinancierd wordt via 4 inkomstenbronnen: Stichtingen, zoals de Koning Boudewijnstichting en de Nederlandse Nationale Postcode Loterij. Institutionele actoren en middenveldorganisaties. Individuele donateurs en family offices. Inkomsten uit advies- en educatieve opdrachten.
G1000 is erkend als goed doel door de Koning Boudewijnstichting. Giften aan de organisatie van minstens 40 euro op jaarbasis zijn fiscaal aftrekbaar. Om haar onafhankelijkheid en onpartijdigheid te vrijwaren aanvaardt de organisatie geen donaties van politieke partijen.